# COX-2
COX-2 (cyklooksygenaza indukowana, cyklooksygenaza wzbudzona) – jedna z dwóch izoform enzymu cyklooksygenazy. COX-2 jest aktywowana pod wpływem czynników związanych ze stanem zapalnym. Jej ilość wzrasta wówczas wielokrotnie w monocytach, makrofagach, synowiocytach, chondrocytach, komórkach nabłonka, fibroblastach. Enzym ten katalizuje reakcję syntezy prostanoidów (prostaglandyn, prostacyklin i tromboksanów) z kwasu arachidonowego. Ponieważ prostanoidy są istotnymi czynnikami zaangażowanymi w przebieg procesu zapalnego (wpływają m.in. na powstawanie obrzęku, gorączki, bólu), w lecznictwie wykorzystuje się związki mające zdolność hamowania aktywności cyklooksygenazy, są to niesteroidowe leki przeciwzapalne.
COX-2 bierze udział w procesie gojenia ran, procesie jajeczkowania, zapłodnienia, zagnieżdżenia się blastocysty oraz oddzielenia się błony śluzowej podczas miesiączki.
COX-2 u osób zdrowych występuje w mózgu, nerkach, jądrach, jajnikach, oraz w nabłonku tchawicy.